# Fusil Cei-Rigotti
El Cei-Rigotti (también conocido como fusil de gas Cei) fue un primigenio fusil automático creado a fines del siglo XIX por Amerigo Cei-Rigotti, un oficial del Regio Esercito. Aunque el fusil nunca fue adoptado oficialmente por ningún ejército, fue probado ampliamente por el ejército italiano durante el período previo a la Primera Guerra Mundial.

## Descripción

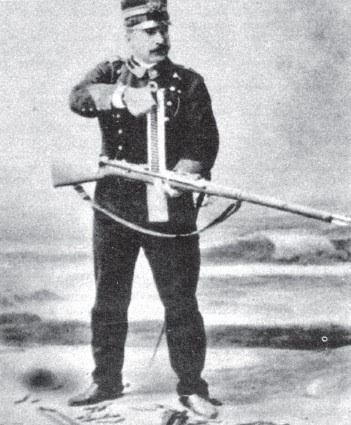
Soldado italiano mostrando la recarga de un fusil Cei-Rigotti con cargador de 50 cartuchos, hacia 1900.

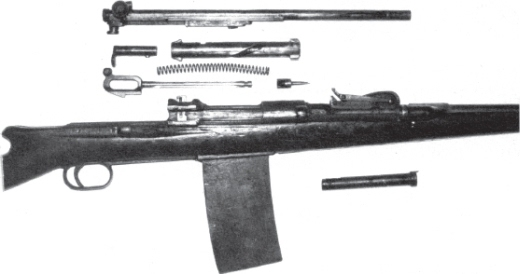
Desmontaje básico del Cei-Rigotti.

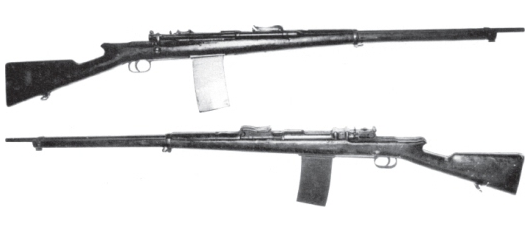
Una versión del Cei-Rigotti de 1900.

El Cei-Rigotti era un fusil accionado por gas, con fuego selectivo, es decir, podía disparar en modo semiautomático o automático. La información que se tiene sobre esta arma es escasa y contradictoria.
Según varias publicaciones, el prototipo del Cei-Rigotti disparaba el cartucho 6,5 x 52 Mannlicher-Carcano. Supuestamente, Amerigo Cei-Rigotti presentó el arma a sus superiores en una demostración privada en 1895. Un periódico italiano informó sobre el hecho en 1900. Según otra fuente, se llevó a cabo una demostración pública en Roma el 13 de junio de 1900, cuando se dispararon 300 cartuchos en modo automático antes que el arma se bloquease por sobrecalentamiento. Aunque otra fuente menciona una demostración en el mismo año, en el Arsenal de Brescia.
Los británicos también ordenaron este fusil después de la demostración, pero descubieron que no era adecuado. El ejemplar del Museo de la Real Armería de Leeds está calibrado para el cartucho 7,65 x 54, al igual que otro fusil que se encuentra en una colección privada en Estados Unidos.
Una característica inusual del Cei-Rigotti era su gatillo alargado, que atravesaba una ranura en la parte inferior del guardamonte. Se desconoce el propósito de este diseño, aunque se ha teoretizado que estaba pensado para facilitar el uso del arma con guantes gruesos durante el invierno. El guardamonte también estaba unido al cargador, por lo que debía ser retirado para poder reemplazar el cargador. Además, el cargador de este fusil es un tema controversial entre los historiadores militares, porque como era recargado mediante peines en lugar de extraerse, muchos argumentan que esto descalifica al Cei-Rigotti de ser clasificado como un fusil de asalto. El Cei-Rigotti era alimentado desde un cargador externo fijo, que era llenado mediante peines. Existieron prototipos con cargadores para 50 cartuchos, pero no hay evidencias sobre estos y el cargador de mayor capacidad que puede observarse en los dibujos de la época es uno de 30 cartuchos en doble hilera.